# Pequeña Fuente
Pequeña Fuente  (ucraniano: Малий Фонтан) es una localidad del Raión de Kotovsk en el Óblast de Odesa de Ucrania. Según el censo de 2001, tiene una población de 916 habitantes.